# Irgigi
Irgigi va ser un dels pretendents (i potser rei) al tron d'Accad a la mort de Xar-Kali-Xarri, cap a la meitat del segle xxiii aC.
La Llista de reis sumeris el menciona a ell i a altres tres, Ilulu, Imi, i Nanum, i diu que entre els quatre van regnar tres anys però no se sap quant de temps va governar cadascun o si Irgigi ho va fer sol o amb alguns altres al mateix temps.